# Laksh Lalwani
Laksh Lalwani (Delhi, 19 april 1996), ook bekend als Lakshya, is een Indiaas acteur die voornamelijk in Hindi televisieseries speelt.

## Biografie
Lalwani begon zijn televisiecarrière in 2015 in Warrior High op MTV India. In 2017 speelde hij de rol van Porus in historische drama Porus, dat de duurste serie is in de geschiedenis van de Indiase televisie. Lalwani maakte in 2023 zijn filmdebuut in Kill.

## Filmografie

### Films
| Jaar | Film | Rol          |
| ---- | ---- | ------------ |
| 2023 | Kill | Amrit Rathod |

### Televisie
| Jaar      | Serie                    | Rol                  |
| --------- | ------------------------ | -------------------- |
| 2015      | Warrior High             | Parth Samthaan       |
| 2015-2016 | Adhuri Kahaani Hamari    | Yuvraj Madhav/ Krish |
| 2016      | Pyaar Tune Kya Kiya      | Aarav                |
| 2016-2017 | Pardes Mein Hai Mera Dil | Veer Mehra           |
| 2017-2018 | Porus                    | Porus                |